# الحديث والشجن
الحديث والشجن هي رواية للكاتب والمفكر المغربي حسن أوريد، نُشرت عام 2014، عن المركز الثقافي العربي بمدينة الدار البيضاء. وتُعد أول عمل روائي له. تستعرض الرواية تجربة ذاتية وفكرية في سياق التحولات السياسية والثقافية والاجتماعية التي عرفها المغرب والعالم العربي في تسعينيات القرن العشرين، مع حضور واضح للبعد التأملي والفلسفي.

## نبذة
كتب حسن أوريد هذه الرواية بداية من 1995 ونشرها بعد عقدين من الزمن، وهي أول عمل روائي له، وقد جاء ثمرة عمله في المجال الديبلوماسي، من خلال ما كان يكتبه من يوميات، أعاد ترتيبها في صيغة عمل روائي. يتناول القضايا السياسية والثقافية الراهنة.

## ملخص الرواية
قسّم حسن أوريد روايته *الحديث والشجن*، التي تقع في 285 صفحة، إلى قسمين أساسيين. تعتمد الرواية على هيكل سردي مزدوج:
يروي القسم الأول شخصية يوسف، الذي يعاني من تحولات اجتماعية ونفسية بعد انتقاله من الريف إلى مدينة الرباط، حيث يصطدم باختلاف القيم بين العالمين. يخوض تجربة حب تنتهي بزواجه من أمينة، قبل أن تنكشف الفوارق الثقافية والاجتماعية بينهما، ما يؤدي إلى انهيار العلاقة.
أما القسم الثاني، فترويه شخصية فوزية، وهي مثقفة نشأت بينها وبين يوسف علاقة عاطفية، إلا أن هذه العلاقة تتعقد لاحقًا نتيجة خيانات يوسف، مما يجعل العلاقة نسخة معكوسة لتجربته السابقة مع أمينة، عاكسًا التوتر بين الوفاء والانتقام العاطفي في سياق ثقافي واجتماعي معقّد.

## موضوعات الرواية
تتناول رواية *الحديث والشجن* مجموعة من القضايا الفكرية والاجتماعية التي تشكل نواة التجربة السردية، ومن أبرزها:
- الهوية الثقافية: تسلط الرواية الضوء على أزمة الهوية التي يعانيها البطل يوسف، نتيجة انتقاله من بيئة ريفية أمازيغية إلى مدينة ذات مرجعية عربية وإسلامية، ما يُحدث لديه صراعًا داخليًا حول الانتماء الثقافي والتوازن بين المكونات الحضارية المتعددة.[4]

- التحولات السياسية: تعكس الرواية تحولات الخطاب السياسي والفكري في العالم العربي عقب تراجع المشروعين القومي والاشتراكي، حيث يجسد يوسف خيبة جيل من المثقفين الذين وجدوا أنفسهم أمام تصدعات أيديولوجية بعد سقوط جدار برلين.[4]

- الطبقية والحب: يتناول العمل مسألة الفوارق الطبقية من خلال علاقة يوسف بأمينة، حيث يظهر الحب كأداة سردية لفضح التفاوت الاجتماعي، وتسليط الضوء على صدام القيم والتطلعات بين شخصيتين من خلفيتين متباينتين.[5]

- السيرة والتأمل: تنطوي الرواية على أبعاد سيرذاتية وتأملات فلسفية، تعكس تجربة المؤلف الفكرية والمعرفية، عبر حضور قوي لقضايا الفكر واللغة والهوية، ما يمنح النص بعدًا تأمليًا يتجاوز حدود السرد التقليدي.[6]